# 豊橋総合スポーツ公園
座標: 北緯34度45分35秒 東経137度19分25秒 / 北緯34.75972度 東経137.32361度

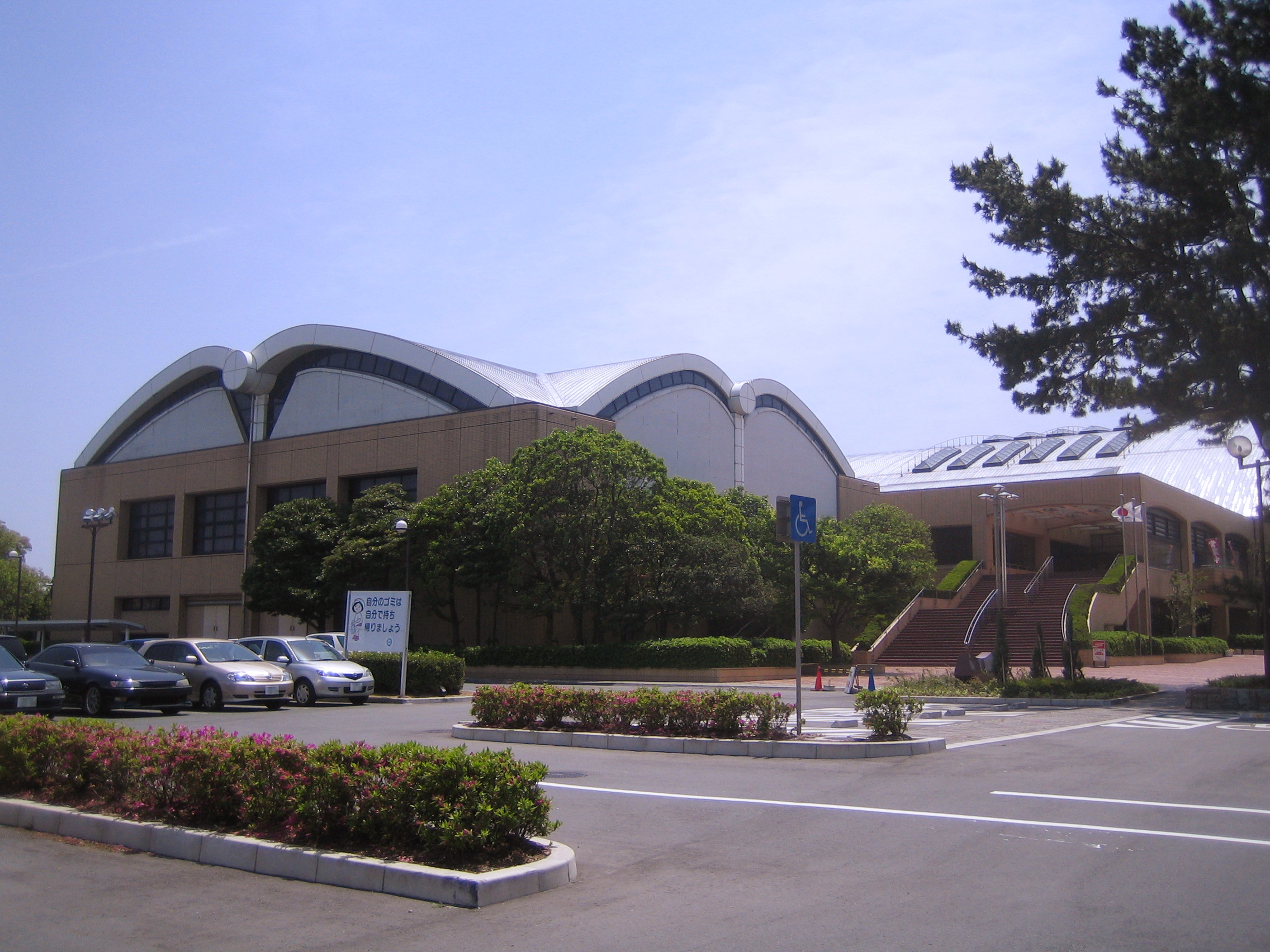
豊橋市総合体育館

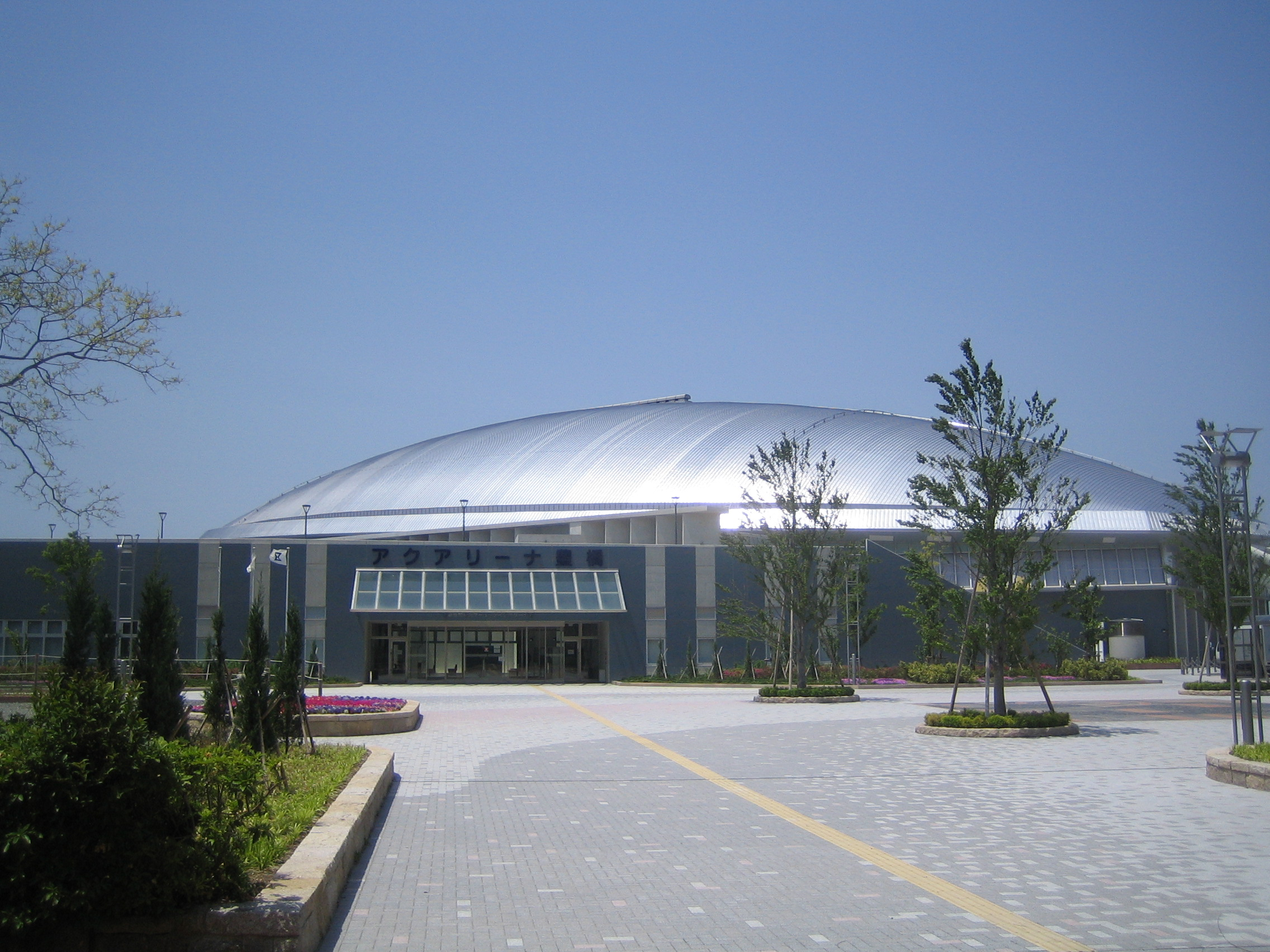
アクアリーナ豊橋

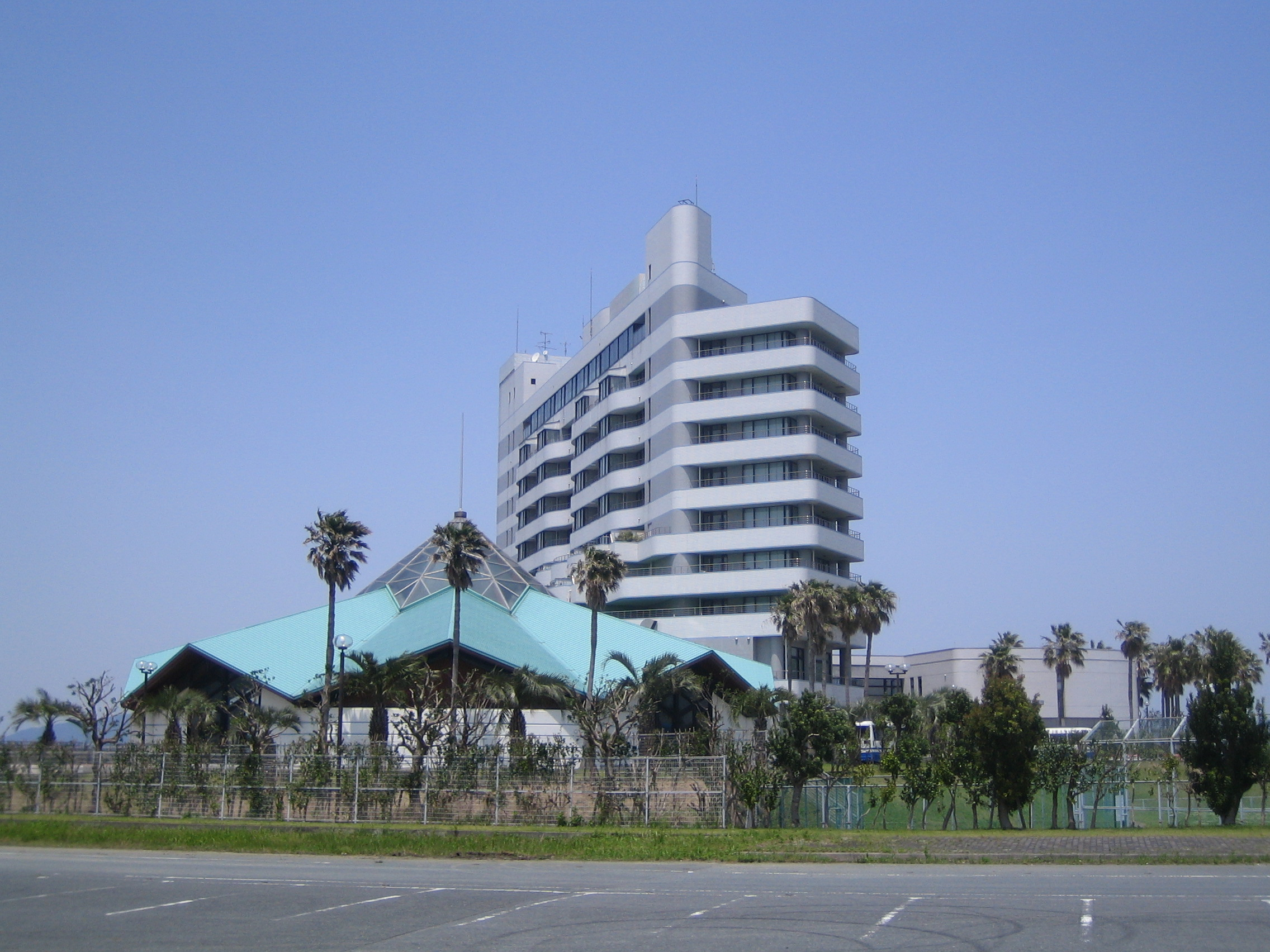
シーパレスリゾート

豊橋総合スポーツ公園（とよはしそうごうスポーツこうえん）は、愛知県豊橋市神野新田町にあるスポーツ施設群を有する公園。都市計画事業の一環として建設され、市内のスポーツの拠点となっている。施設は豊橋市が所有し、複数の管理団体が指定管理者として運営管理を行っている。
2021年（令和3年）3月に豊橋市が策定した『「スポーツのまち」づくり推進計画「スポーツ施設の整備の方向性」』で、公園内に利用目的が定まっていない未整備エリアが残されていることから市内のスポーツ施設の再配置を進める方向性が示された。その一環として2025年から2026年にかけて豊橋球場が豊橋総合スポーツ公園内に移設される予定である。

## 概要
- 所在地：愛知県豊橋市神野新田町メノ割
- 計画面積：54.00ha
- 現在の開設面積：21.00ha
- 事業名：総合スポーツ公園整備事業、豊橋市生涯スポーツ推進計画

## 歴史
- 1985年（昭和60年） - 総合スポーツ公園構想が決定する。
- 1989年（平成元年） - 豊橋市総合体育館が完成する。
- 1999年（平成11年） - 豊橋市生涯スポーツ推進計画書が策定・発刊される。
- 2005年（平成17年） - アクアリーナ豊橋が完成する。

## 施設

### 総合スポーツ公園内
- 豊橋市総合体育館 - 屋内スポーツ、トレーニング、会議場など。プロバスケットボール男子のBリーグのチーム「三遠ネオフェニックス」のホームアリーナ[2][3]。
- アクアリーナ豊橋 - 水泳競技場、アイススケートなど。
- Xトリームかもめ - ローラースケート、スケートボードなど。
- 野球場
- ピクニック広場
- サッカー場（多目的広場）

### 周辺の私営施設
- シーパレスリゾート - 宿泊施設のほか、展望風呂、レジャープール、温水プール、テニスコートなど。日本港湾福利厚生協会の関連会社が運営しているため、港湾労働者の保養施設も兼ねている。
- 神野ゴルフクラブ

## 交通アクセス
- 豊鉄バス豊橋市民病院線・卸団地線：「総合スポーツ公園」停留所下車。